# Heinrich Düll

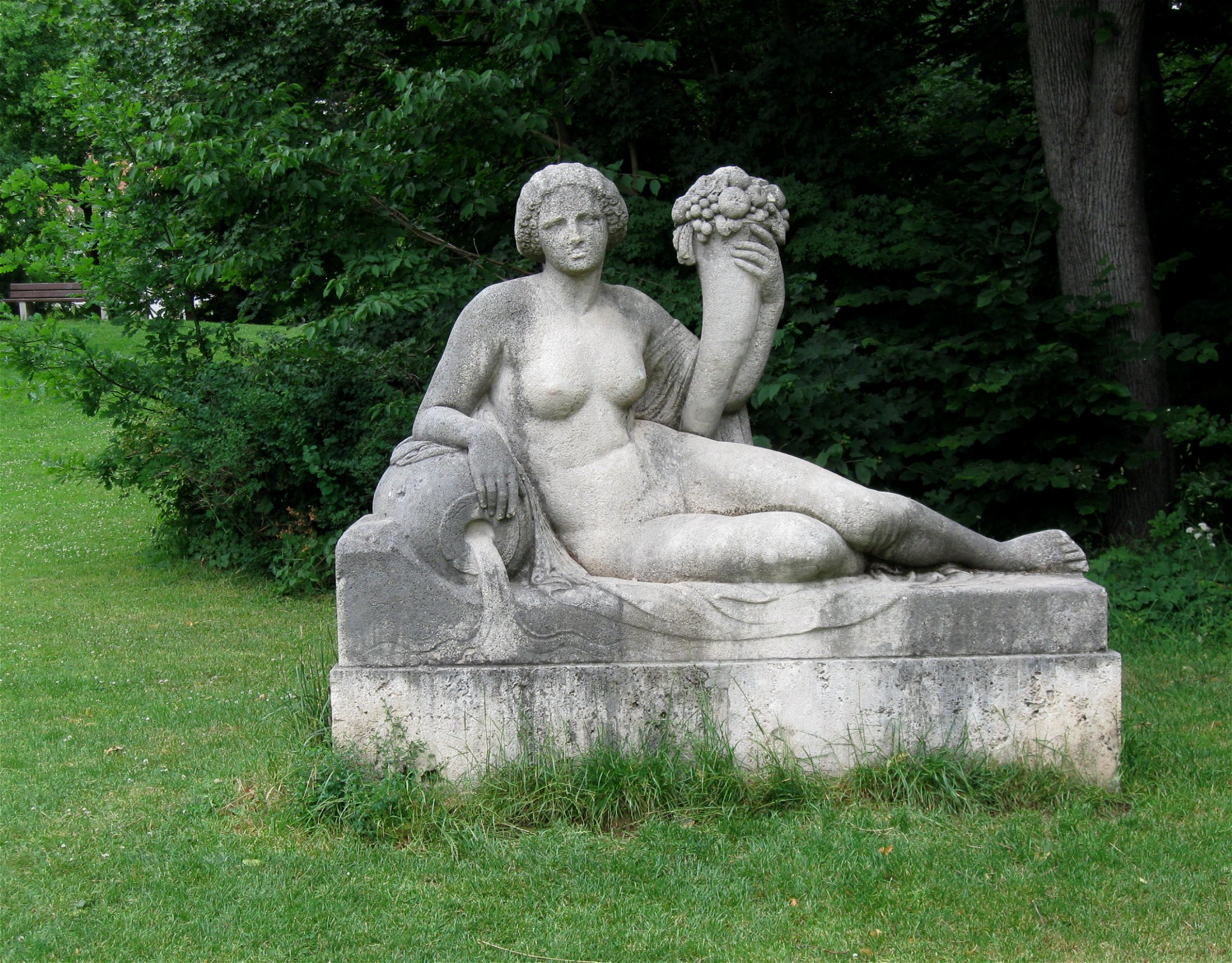
Liegende Quellennymphe von Heinrich Düll und Georg Pezold, Bavariapark München

Heinrich Düll (* 19. September 1867 in München; † 17. März 1956 in Frauenchiemsee) war ein deutscher Bildhauer und Musiker der Prinzregentenzeit.

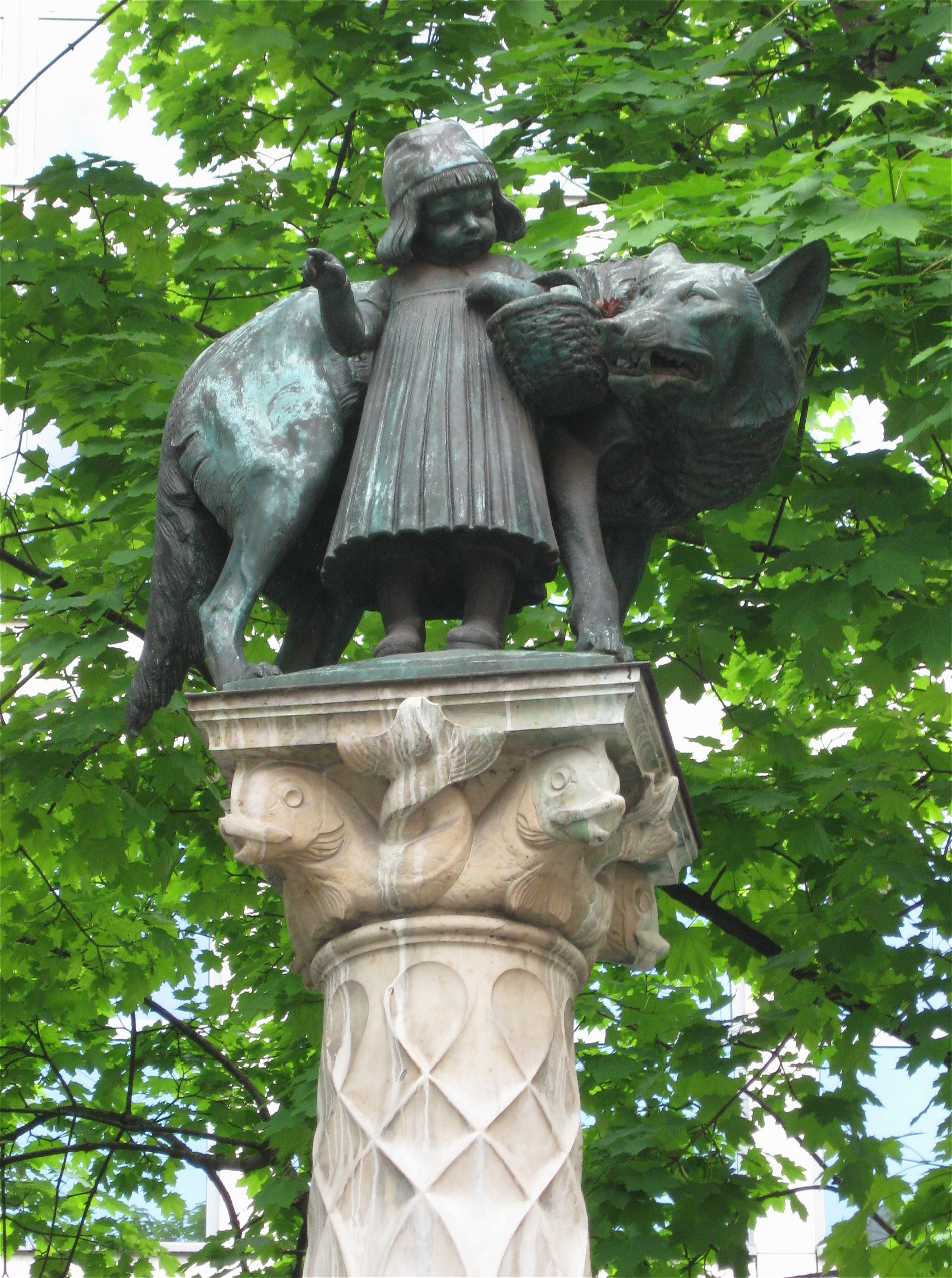
Wolfsbrunnen München

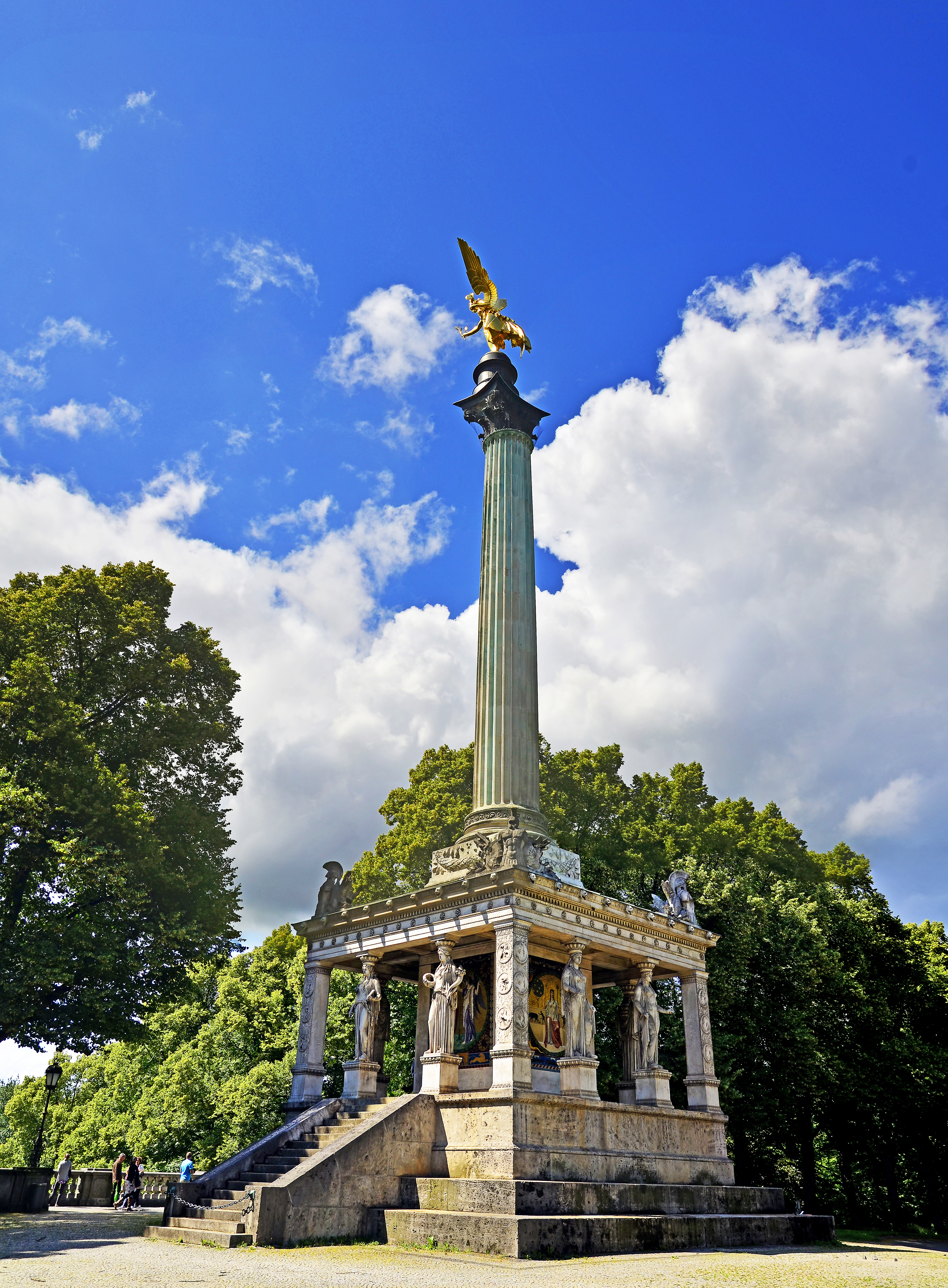
Das Friedensdenkmal oberhalb der Luitpoldterrasse

## Leben
Heinrich Düll war Sohn eines Bildhauers und Lehrers an der Nürnberger Kunstgewerbeschule Wilhelm Düll (* 13. April 1835 in Nürnberg; † 10. Oktober 1887 in München) und dessen Frau Marie Düll  (geb. Siebentritt; * 21. März 1839 in München; † 24. August 1894 in München).
Er besuchte in München zunächst die Kunstgewerbeschule, wo der Bildhauer Anton Heinrich Hess und der Architekt Leonhard Romeis zu seinen Lehrern zählten. Von 1887 bis 1892 studierte er an der Akademie der bildenden Künste u. a. bei dem Bildhauer Syrius Eberle und dem Architekten Friedrich von Thiersch.

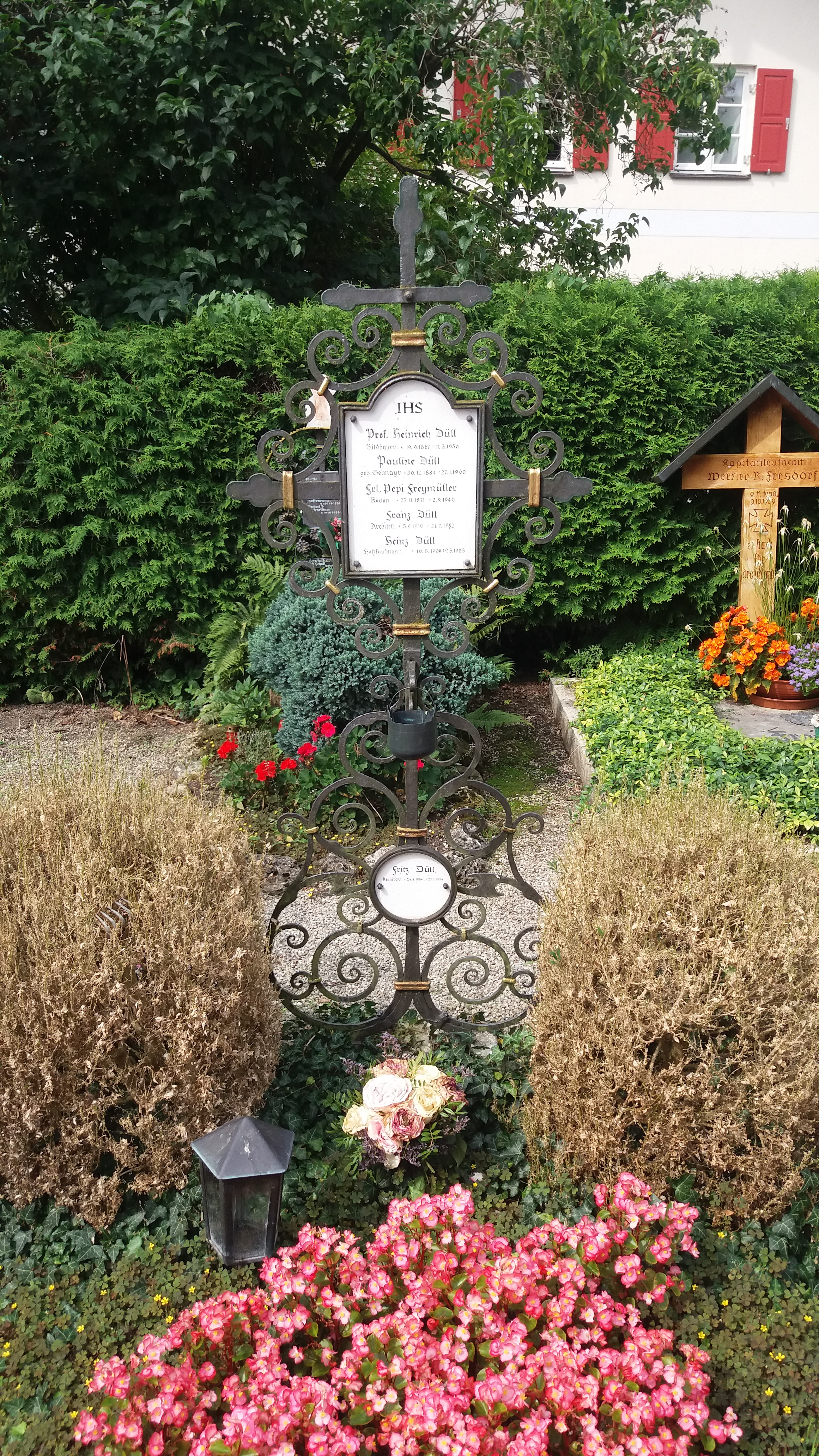
Grabstätte Familie Heinrich Düll, Friedhof Fraueninsel

Bereits an der Kunstgewerbeschule lernte er 1885 Georg Pezold kennen, mit dem er zeit seines Lebens befreundet war und eng zusammenarbeitete.
1894 zog Düll in den bei Künstlern und Literaten zunehmend beliebten Münchner Vorort Bogenhausen, wo er mit Pezold eine Ateliergemeinschaft in der Möhlstraße 31 hatte.
1896 bekamen Heinrich Düll, Georg Pezold und Max Heilmaier den Auftrag für ein Friedensdenkmal oberhalb der Prinzregententerrasse, nachdem ein Wettbewerb keinen Sieger ergeben hatte. Grundsteinlegung für das heute als Friedensengel bekannte Werk war am 1. Mai 1896, eingeweiht wurde es am 16. Juli 1899.
Düll heiratete 1908 Pauline Selmayr (1884–1960), deren Vater Josef Selmayr ein angesehener Grundbesitzer und bis zur Eingemeindung nach München Bürgermeister von Bogenhausen war.
Er spielte Blockflöte und trat zunächst mit bayerischer Volksmusik, Opernarrangements und Märschen und ab 1897 mit der von ihm mitgegründeten Bogenhauser Künstlerkapelle als früher Vertreter der historischen Aufführungspraxis alter Meister auf.
Nach schweren Kriegsschäden an der Villa in Bogenhausen verbrachte Düll seinen Lebensabend in Frauenchiemsee. Er wurde auf dem dortigen Friedhof beerdigt.

## Werk
Viele der skulpturalen Werke des Künstlerduos Düll/Pezold sind heute in München im öffentlichen Raum zu besichtigen. Ihr bekanntestes Werk, das sie zusammen mit Max Heilmaier schufen, ist der Münchner Friedensengel.
- Friedensengel (Europaplatz, München), 1896–1899, Bronzeguss vergoldet, Kalkstein, Muschelkalkstein, Mosaik, mit Max Heilmaier
- St. Georgi-Brunnen (im Hof des ehem. TOGAL-Werks, Ismaninger Str. 109, München), 1901
- Wolfsbrunnen (Am Kosttor, München), 1904, Bronze, Kalkstein (sog. „Treuchtlinger Marmor“), Granit
- Hanse-Koggen und Hammonia als Giebelbekrönung sowie Fassadengestaltung Kaufhaus Oberpollinger (Neuhauser Straße 18, München), 1904–1905[6]
- Allegorien der vier Elemente (Max-Joseph-Brücke, München), 1906
- Allegorie des Regierungsbezirks Oberbayern an der Westfassade des Neuen Rathauses (Weinstraße, München), vor 1908[7]
- Statue des Kurfürsten Ferdinand Maria an der Südfassade des Neuen Rathauses (Marienplatz 8, München), vor 1908
- Aufsteigendes Pferd mit Reiter (Promenadeplatz 9, München), 1909–1910, Bronze
- Obelisk zu Ehren Prinzregent Luitpolds (Luitpoldpark München), 1910–1911, unterfränkischer Muschelkalk, Bronze[8]